# کاپا گاو
کاپا گاو یک ستاره است که در صورت فلکی ثور قرار دارد.